# دئوکسی سیتیدین
دئوکسی‌سیتیدین (به انگلیسی: Deoxycytidine) با فرمول شیمیایی C۹H۱۳N۳O۴ یک ترکیب شیمیایی با شناسه پاب‌کم ۶۳۷ و جرم مولی آن ۲۲۷٫۲۱۷ g/mol می‌باشد. این ترکیب یک دئوکسی ریبونوکلئوزید می‌باشد که از پیوند باز نوکلئوتیدی سیتیدین با قند دئوکسی‌ریبوز تولید می‌شود.